# Robur Rawenna
Robur Rawenna – włoski męski klub siatkarski, powstały w 1946 r. w Rawennie. Obecnie drużyna występuje w Serie A1 pod nazwą Bunge Rawenna.

## Sukcesy
Puchar Challenge:
- 2018

## Polacy w klubie
| Lata gry  | Imię i nazwisko |
| --------- | --------------- |
| 2021-2022 | Mateusz Biernat |
| 2011-2012 | Piotr Gruszka   |
| 1991-1994 | Artur Skiba     |

## Kadra

### Sezon 2021/2022[4]
- 1.  Marko Vukašinović
- 5.  Mateusz Biernat
- 6.  Matteo Pirazzoli
- 7.  Alex Erati
- 8.  André Luiz Queiroz[5] (od 11.11.2021)
- 9.  Luka Ulrich
- 10.  Riccardo Goi
- 11.  Dimitar Dimitrow
- 13.  Niels Klapwijk
- 14.  Milan Peslac
- 17.  Aleksandar Ljaftow
- 22.  Francesco Comparoni[6] (od 19.10.2021)
- 23.  Mattia Orioli
- 24.  Nicola Candeli
- 30.  Alessandro Bovolenta[7] (od 18.02.2022)
- 99.  Francesco Fusaro

### Sezon 2020/2021
- 1.  Stefano Mengozzi
- 2.  Ludovico Giuliani
- 4.  Eric Loeppky
- 5.  Rafael Redwitz
- 7.  Tommaso Stefani
- 8.  Martins Arasomwan
- 9.  Francesco Recine
- 10.  Paolo Zonca
- 11.  Aleks Grozdanow
- 12.  Aleksa Batak
- 13.  Jani Kovačič
- 14.  Giulio Pinali
- 17.  Brandon Koppers
- Pietro Margutti

### Sezon 2019/2020
- 1.  Tommaso Stefani
- 2.  Lorenzo Cortesia
- 4.  Thijs ter Horst
- 5.  Jani Kovačič
- 8.  Davide Saitta
- 9.  Francesco Recine
- 10.  Sharone Vernon-Evans
- 11.  Aleks Grozdanow
- 12.  Aleksa Batak
- 13.  Matteo Bortolozzo
- 14.  Stefano Marchini
- 15.  Daniele Lavia
- 17.  Roamy Alonso
- 22.  Oreste Cavuto

### Sezon 2018/2019
- 1.  Roberto Russo
- 2.  Kamil Rychlicki
- 5.  Simone Di Tommaso
- 6.  Cristian Poglajen
- 7.  Giacomo Raffaelli
- 8.  Davide Saitta
- 9.  Pieter Verhees
- 10.  Riccardo Goi
- 11.  Andrea Argenta
- 12.  Alberto Elia
- 13.  Matěj Šmídl
- 14.  Stefano Marchini
- 15.  Daniele Lavia

### Sezon 2017/2018
- 1.  Tiziano Mazzone
- 2.  Marco Vitelli
- 5.  Santiago Orduna
- 6.  Cristian Poglajen
- 7.  Giacomo Raffaelli
- 8.  Matteo Pistolesi
- 9.  Miguel David Gutiérrez
- 10.  Riccardo Goi
- 11.  Krasimir Georgiew
- 12.  Enrico Diamantini
- 14.  Stefano Marchini
- 16.  Nicolas Maréchal
- 18.  Paul Buchegger

### Sezon 2016/2017
- 1.  Simone Calarco
- 2.  Fabio Ricci
- 4.  Conrad Kaminski
- 5.  Giacomo Leoni
- 6.  Giacomo Raffaelli
- 7.  Maarten van Garderen
- 8.  Julien Lyneel
- 9.  Branimir Grozdanow
- 10.  Riccardo Goi
- 11.  Maurice Torres
- 12.  Elia Bossi
- 13.  Luca Spirito
- 14.  Stefano Marchini

### Sezon 2015/2016
- 1.  Stefano Mengozzi
- 2.  Fabio Ricci
- 4.  Maximiliano Cavanna
- 5.  Enrico Guarienti Zappoli
- 6.  Dore Della Lunga
- 7.  Maarten van Garderen
- 8.  Alberto Polo
- 9.  Rafail Kumendakis
- 10.  Riccardo Goi
- 11.  Maurice Torres
- 14.  Hidde Boswinkel
- 16.  Andrea Bari
- 17.  Ricardo Perini de Aviz

### Sezon 2014/2015
- 1.  Stefano Mengozzi
- 2.  Fabio Ricci
- 4.  Maximiliano Cavanna
- 5.  Enrico Guarienti Zappoli
- 6.  Benjamin Toniutti
- 7.  Pasquale Gabriele
- 8.  Jani Nikołajew Jeliazkow
- 9.  Rafail Kumendakis
- 10.  Riccardo Goi
- 14.  Renan Zanatta Buiatti
- 15.  Enrico Cester
- 16.  Andrea Bari
- 18.  Klemen Čebulj
- Riley Mc Kibbin

### Sezon 2013/2014
- 1.  Stefano Mengozzi
- 2.  Joe Kauliakamoa
- 3.  Fabio Ricci
- 5.  Manuele Cricca
- 6.  Benjamin Toniutti
- 7.  Kévin Tillie
- 8.  Jani Nikołajew Jeliazkow
- 9.  Rafail Kumendakis
- 10.  Riccardo Goi
- 12.  Giuseppe Patriarca
- 14.  Niels Klapwijk
- 15.  Enrico Cester
- 16.  Andrea Bari
- 17.  Klemen Čebulj

### Sezon 2012/2013
- 1.  Stefano Mengozzi
- 4.  Tsimafei Zhukouski
- 5.  Athanasios Psarras
- 6.  Luca Sirri
- 7.  Matteo Tabanelli
- 10.  Balša Radunović
- 11.  Bruno Zanuto
- 12.  Stefano Moro
- 14.  Panagiotis Pelekoudas
- 13.  Giacomo Bellei
- 15.  Sebastian Crreus Larry
- Sean Rooney

### Sezon 2011/2012
- 1.  Stefano Mengozzi
- 2.  Nicola Leonardi
- 4.  Simone Bendandi
- 5.  Antonio Corvetta
- 6.  Luca Sirri
- 7.  Matteo Tabanelli
- 8.  Matthijs Verhanneman
- 9.  Rodrigo Quiroga
- 10.  Lorenzo Gallosti
- 11.  Matjia Plesko
- 12.  Stefano Moro
- 14.  Theodore Brunner
- 15.  Fabio Ricci
- 16.  Piotr Gruszka
- 17.  Nathan Roberts